# Arthur de Sansal

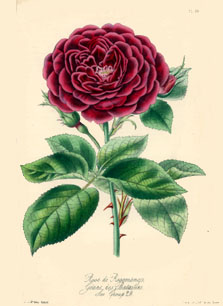
Rose hybride remontant 'Géant des Batailles' (1846), obtenu par Nérard et commercialisé par Guillot père. Planche illustrée de 1848 in William Paul, The Rose Garden.

'Arthur de Sansal' est un cultivar de rosier obtenu en 1855 par les rosiéristes briards Pierre et Scipion Cochet (père et fils). Il doit son nom à un amateur de roses de Melun, Arthur de Sansal (1820-1874), qui était le gendre de Charles Desprez et qui obtint huit nouvelles variétés de roses. Ce rosier est issu d'un semis de 'Géant des Batailles' (Nérard, 1845). Cette rose est encore présente dans les catalogues d'amateurs de roses romantiques. 

## Description
Ce rosier aux fleurs très doubles en rosettes régulières figure en bonne place dans les catalogues d'amateurs de roses à l'aspect romantique, car il ravit par la couleur cramoisi pourpré de ses fleurs et son parfum prononcé. Sa floraison est très généreuse et remontante. Ses fleurs mesurent 7 cm de diamètre. Selon les auteurs, il est classé dans les roses de Portland ou les hybrides remontants.
Son buisson érigé et dense présente un feuillage vert foncé ; il s'élève à 90 cm. 
Ce rosier supporte les hivers rigoureux à -30°. Il doit être traité préventivement contre l'oïdium.
On peut le placer sur le devant des bordures ou le cultiver en pot.